# Vasilisa thông thái
Nàng Vasilisa là một nhân vật huyền thoại Nga.

## Lịch sử
Hình tượng nhân vật Vasilisa được chép thành văn sớm nhất trong ấn phẩm Truyền thuyết dân gian Nga (Народные русские сказки) năm 1873 của tác giả Aleksandr Nikolayevich Afanasyev, có kèm các minh họa của ông Ivan Bilibin.
Nguyên ủy trong kho tàng văn hóa dân gian Nga từ trung đại đã có tương đối nhiều nhân vật huyền thoại cùng tên Vasilisa, do đó để phân biệt, hậu thế thường dựa theo phẩm chất mà gọi. Nàng Vasilisa còn có những biệt danh Mĩ nhân Vasilisa (Василиса Прекрасная), Công chúa [lốt] Ếch (Царевна Лягушка), Cô dâu tài phép (Чудесная невеста, Чудесная жена, Невеста/жена-волшебница, Чудесный помощник, Невеста-помощница) hay Vasilisa thông thái (Василиса Премудрая). Một số danh xưng theo dị bản khác: Mĩ nhân Yelena (Елена Прекрасная), Yelena thông thái (Елена Премудрая), Thợ dệt Marya (Марья Искусница), Mĩ nhân mắt xanh (Синеглазка), Sa nữ Olga (Ольга Царевна), Marya Morevna (Марья Моревна).
Theo những khảo cứu độc lập từ thập niên 1990, hình tượng nhân vật Vasilisa thông thái là sự thừa kế kiểu mẫu nhân vật "cô dâu bị phù phép" (enchanted bride) chí ít đã xuất hiện từ trung đại sơ kì, mà tính chất chủ đạo vẫn là cái tình tiết nàng công chúa hóa ếch.
Trong không gian văn hóa Nga từ trung đại, hình tượng Vasilisa thông thái luôn khắng khít với nhân vật chàng Ivan (có thể là hoàng tử hoặc con nhà tá điền) giỏi cung ngựa, đồng thời hoàn toàn đối lập với bộ ba hình tượng tối hệ trọng là Baba Yaga (phù thủy đầm lầy), Koshchey (hung thần trong bộ dạng xương khô) và Zmey Gorynych (rồng ba đầu).

## Nghệ thuật
Huyền thoại phổ biến nhất về Vasilisa thông thái là tích Nàng công chúa ếch (Царевна-лягушка), ngoài ra có thêm một số dị bản về cuộc thư hùng giữa nàng Vasilisa với hung thần Koshchey Bất Tử.
- Hung thần Koshchey trừng trị công chúa Vasilisa thông thái (lệnh ái hải vương) làm ếch vì không ưa thói kiêu căng ngạo mạn của nàng.
- Sa hoàng mở hội thi kén vợ cho các con, dặn, hễ ai bắn mũi tên vào nhà nào thì con gái nhà ấy làm vợ. Riêng chàng út Ivan bắn tên ra đầm lầy, Vasilisa trong hình hài con ếch vớ được, khiến Ivan phải đưa về làm hôn lễ.
- Sa hoàng lại sai các nàng dâu dệt vải. Ivan ngủ một đêm, thức giấc thấy ếch đã đưa mình vuông lụa óng ánh kiêu sa, bèn đem dâng cha.
- Hoàng tử Ivan kín đáo dò la, rồi đem lốt ếch quẳng vào lửa. Việc ấy vô tình khiến hồn Vasilisa phải bay về lãnh cung của Koshchey Bất Tử.
- Ivan ruổi ngựa đi tìm, dụ được Baba Yaga cho gươm quý và ngựa thần có cánh, bèn đi đánh Zmey Gorynych để lấy chiếc tráp treo ngọn cổ thụ.
- Nhờ các loài vật, hoàng tử Ivan lấy khỏi tráp được chiếc kim thần, bèn chắp vào mũi tên bắn Koshchey Bất Tử.
- Hung thần Koshchey chết, Ivan đưa Vasilisa về sống hạnh phúc trăm năm.

Một số huyền tích khác: Mĩ nhân Vasilisa (Василиса Прекрасная), Vasilisa thông thái và hải vương (Василиса Премудрая и морской царь), Vasilisa thông thái và hỏa điểu (Василиса Премудрая и жар-птица).
|  |  |  |  |  |  |  |

## Văn hóa
Truyền thuyết trở thành nguồn cảm hứng cho rất nhiều tác phẩm nghệ thuật khác nhau: Hội họa, điêu khắc, sân khấu, điện ảnh, âm nhạc...
- Vasilisa the Beautiful (phim, 1938)
- Nàng công chúa ếch (hoạt họa, 1977)
- Nàng Vasilisa xinh đẹp (hoạt họa, 1973)

Năm 2017, thông qua Đồ án đồng thoại Nga, thành phố Shadrinsk được công nhận là cố hương nhân vật Vasilisa thông thái vì ý nghĩa du lịch.

## Liên kết
1. ↑  Описание Царевны-лягушки.
2. ↑  Красных В. В. Анализ дискурса в свете современной научной парадигмы (лингво-когнитивный подход)
3. 1 2  Чернышов А. В. Архетипы древности в русской культурной традиции // Вестник Нижегородского университета им. Н. И. Лобачевского, 2010, № 1, с. 349—356
4. ↑  Garry, Jane; El-Shamy, Hasan (2005). Archetypes and Motifs in Folklore and Literature. M.E. Sharpe. tr. 130. ISBN 978-0-7656-2953-1.
5. ↑  Italo Calvino, Italian Folktales p 438 ISBN 0-15-645489-0
6. ↑  Georgias A. Megas, Folktales of Greece, p 49, University of Chicago Press, Chicago and London, 1970
7. ↑  Бурятские народные сказки. Баир Дугаров. Мир бурятской сказки. М. Современник, 1990, с. 13
8. ↑  Царевну-лягушку прописали в Шадринске
9. ↑  "Шадринская Царевна-лягушка". Bản gốc lưu trữ ngày 17 tháng 10 năm 2017. Truy cập ngày 17 tháng 5 năm 2021.

### Tư liệu
- Vasilisa thông thái trên YouTube
- Vasilisa thông thái tại Project Gutenberg